# Будищанка
Будищанка, Сосова — річка у Звенигородському районі Черкаської області, права притока Шполки (басейн Південного Бугу).

## Опис
Довжина річки 24 км, похил річки — 3,0 м/км. Формується з багатьох безіменних струмків та водойм. Площа басейну 148 км².

## Розташування
Будищанка бере початок на південному сходів від села Будище. Тече переважно на південний схід через Тарасівку, Павлівку та Багачівку. На околиці Юрківки впадає у річку Шполку, ліву притоку Гнилого Тікичу.
Річку перетинає автомобільна дорога Н16.